# Gōson Sakai
Gōson Sakai (jap. 酒井 高聖, Sakai Gōson; * 20. März 1996 in Sanjō, Präfektur Niigata) ist ein ehemaliger deutsch–japanischer Fußballspieler. 
Gōson Sakai ist der Sohn eines Japaners und einer Deutschen. Er ist der Bruder von Noriyoshi Sakai und Gotoku Sakai.

## Karriere
Gōson Sakai erlernte das Fußballspielen in der Jugendmannschaft von Albirex Niigata. Hier unterschrieb er 2014 auch seinen ersten Profivertrag. Von 2014 bis 2015 spielte er viermal in der J.League U-22 Selection. Diese Mannschaft, die in der dritten Liga, der J3 League, spielte, setzte sich aus den besten Nachwuchsspielern der höherklassigen Vereine zusammen. Das Team wurde mit Blick auf die Olympischen Sommerspiele 2016 in Rio de Janeiro gegründet. Die Auswahl der Spieler erfolgte auf wöchentlicher Basis aus einem Pool, für den jeder Verein förderungswürdige Talente benennen konnte; die Zusammensetzung der Mannschaft variierte daher sehr stark von Spiel zu Spiel. Fukushima United FC, ein Drittligist aus Fukushima, lieh ihn die Saison 2016 aus. Für den Club absolvierte er fünf Drittligaspiele. Anfang 2018 wechselte er in das Heimatland seiner Mutter nach Deutschland. Hier unterschrieb er einen Vertrag beim Lüneburger SK Hansa. Mit dem Verein aus Lüneburg, einer Stadt in Niedersachsen, spielte er in der vierthöchsten Liga, der Regionalliga Nord. Für die Lüneburger absolvierte er 45 Spiele und schoss dabei vier Tore. In der Sommerpause 2019 verließ er Lüneburg. Der Drittligaabsteiger VfR Aalen aus Aalen nahm ihn ab Juli 2019 unter Vertrag. Der Club aus Baden-Württemberg spielte jetzt ebenfalls in der vierten Liga, der Regionalliga Südwest. Als sich dort in der Saison 2020/21 unter Neutrainer Uwe Wolf abzeichnete, dass dieser nicht im selben Maß auf ihn setzen würde als dessen Vorgänger Roland Seitz, entschied er sich gegen einen Verbleib auf der Ostalb und verlängerte seinen zum Saisonende auslaufenden Vertrag nicht. Zur Saison 2021/22 schloss er sich dem in der Regionalliga Bayern spielenden FV Illertissen an. Nach 35 Ligaspielen verließ er den Verein im Sommer 2022 und beendete seine Profikarriere.